# Zappruder Records
Pour les articles homonymes, voir Zapruder.
 (janvier 2014).
Créé en 2011, Zappruder Records est un label indépendant de musique qui propose un assemblage éclectique de genres chillwave, indie pop ou encore electropop.
Son siège social est basé à Paris, et le label dispose également de bureaux à New York.